# آسون به دست نمیاد
«آسون بدست نمیاد» تک‌آهنگی از هنرمند اهل استرالیا، آیزیا فیربریس است که در سال ۲۰۱۷ منتشر شد. این ترانه نمایندهٔ استرالیا در یوروویژن ۲۰۱۷ بود و به رتبهٔ ۹ دست یافت.